# Marína Száti
Marína Száti (görögül: Μαρίνα Σάττι; a nemzetközi szaksajtóban Marina Satti; Athén, 1986. december 26. – ) görög énekesnő, dalszerző és színésznő. Ő képviselte Görögországot a 2024-es Eurovíziós Dalfesztiválon, Malmőben, a Zari című dalával.

## Pályafutása
Száti Athénban született, egy szudáni arab apától és egy görög anyától. Krétán, Iráklióban nőtt fel. A zongora alapjait korán elsajátította, majd a középiskolában megtanulta a klasszikus éneklést is. A Nemzeti Műszaki Egyetemen Athénban kezdte el az építészmérnöki tanulmányait, de nem fejezte be.
2008-ban, miután Pános Dímasszal együtt tanult, és kiváló minősítést és díjat szerzett lírai monódiában. Egy évvel később haladó klasszikus tanulmányokat folytatott, miközben dzsesszt tanult a Nakász Konzervatóriumban. 2010-ben egy ösztöndíjjal két szemesztert töltött a Berklee College of Musicban, ahol dzsesszt és kortárs zeneszerzést hallgatott.
2016-ban kiadta Koupes című kislemezét, amely több mint 24 millió megtekintést ért el a YouTube-on, és rajta szerepelt a Ravin & Bob Sinclar Buddha Bar 20 Years Anniversary albumán. 2017-ben következő kislemeze, a Mantissa az Európai Unió Hivatalos Top 100-as és Bulgária Top 40-es listáján is szerepelt. A kislemezt a Global Citizen a nyár dalaként említette.
2016-ban megalapította a Fonés (hangok) nevű, hagyományos többszólamú női a cappella csoportot. Olyan helyszíneken léptek fel, mint az epidauruszi ókori színház, a Herodes Atticus Odeon, az Athéni Koncertház és a Sztavrosz Níarhosz Alapítvány Kulturális Központ. 2017-ben egy kulturális eseménysorozatot kurátora volt, amely végül a Chόres kórus megalakulásához vezetett, amelyben 150 nő énekelt, 13-tól 55 éves korig. 2020-ban a Chόres hagyományos énekeket mutatott be régészeti helyszíneken.
2018 júniusában Száti és a Fonés bemutatta a YALLA!  című világzenei és pop dalokat tartalmazó repertoárjukat, valamint az északkeleti Földközi-tengeri hagyományos zenének az átdolgozásait. Az előadást először a Melína Merkúri Színházban mutatták be, majd turnéztak külföldön, Franciaországban, Angliában, Svájcban, valamint Tamperében, Finnországban is, a 2019-es Világzenei Kiállítás alkalmával.
2022-ben kiadta bemutatkozó albumát, a Yenna (Születés) címmel, amelyet nagy kereskedelmi és kritikai sikerrel fogadtak. Az album kiadását egy négy hónapon át tartó európai turné követte.
2023. október 24-én-én az ERT bejelentette, hogy őt választották ki, hogy képviselje Görögországot a következő Eurovíziós Dalfesztiválon. Versenydala, a Zari 2024. március 7-én jelent meg. A verseny május 9-én rendezett második elődöntőjéből ötödik helyezettként jutott tovább a döntőbe, ahol a tizenegyedik helyen végzett.

## Diszkográfia

### Albumok
- YENNA (2022)

### EP-k
- P.O.P. (2024)

### Kislemezek
- Éna Kalokéri (Ένα Καλοκαίρι) (2012)
- Argozvínisz móni (Αργοσβήνεις μόνη, Tareq közreműködésében) (2013)
- Tha Szpászo Kúpesz (Θα Σπάσω Κούπες) (2016)
- Nifáda (Νιφάδα) (2017)
- Mándisza (Μάντισσα)
- Páli (Πάλι) (2021)
- Pónosz Krifósz (Πόνος Κρυφός) (2021)
- Jatí pulí m' (Γιατί πουλί μ') (2022)
- TUCUTUM (2023)
- Zari (2024)